# La Moleta (Terrassa)
La Moleta és una muntanya de 764 metres que es troba al municipi de Terrassa, a la comarca del Vallès Occidental.